# Goozalan
Goozalan (persiska: گوزَلان, گَوزَلان, گوزلان, گُّزَلَن, گاوزالِه, Gūzalān, گوزالان, گزلان) är en ort i Iran.   Den ligger i provinsen Östazarbaijan, i den nordvästra delen av landet, 500 km nordväst om huvudstaden Teheran. Goozalan ligger 1 218 meter över havet och antalet invånare är 751.
Terrängen runt Goozalan är huvudsakligen kuperad, men söderut är den bergig. Runt Goozalan är det ganska glesbefolkat, med 27 invånare per kvadratkilometer. Närmaste större samhälle är Hūrānd, 13,3 km sydost om Goozalan. Trakten runt Goozalan består i huvudsak av gräsmarker.